# Wilhelm Christoph Adolf Schenck zu Schweinsberg
Wilhelm Christoph Adolf Freiherr Schenck zu Schweinsberg (* 3. Dezember 1824 in Rülfenrod; † 25. Oktober 1886 in Darmstadt) war Kreisrat im Großherzogtum Hessen.

## Familie
Seine Eltern waren Johann Philipp Eduard von Schweinsberg (1791–1839), Major der Landwehr, und Maria, geborene Höpfner.
Wilhelm Schenck zu Schweinsberg heiratete 1867 Elisabeth Kurtz (1843–1916), Tochter des Weingutsbesitzers Christian Kurtz.

## Karriere
Nach dem Studium der Rechtswissenschaft war Wilhelm Schenck zu Schweinsberg zunächst Regierungsakzessist beim Kreis Offenbach, wo er 1854 zum Assessor befördert wurde. Ab 1855 war er – immer noch Assessor – im Kreis Nidda und ab 1857 im Kreis Oppenheim tätig. 1863 erfolgte die kommissarische Bestellung zum Kreisrat des Kreises Heppenheim. 1865 wurde er zum Kreisrat des Kreises Erbach ernannt, 1877 wechselte er in gleicher Funktion in den Kreis Groß-Gerau. 1885 trat er in den Ruhestand.